# Parafia Zwiastowania Pańskiego w Nowej Wiosce
Parafia Zwiastowania Pańskiego w Nowej Wiosce – parafia rzymskokatolicka w dekanacie Prabuty diecezji elbląskiej.

## Historia
Założona około 1293 roku, reerygowana w 1962 roku jako Parafia Zwiastowania Pańskiego w Nowej Wiosce-Trumiejkach. W 2002 reerygowano parafię Trójcy Przenajświętszej w Trumiejkach, wskutek czego doszło do podziału parafii.
Kościół parafialny w Nowej Wiosce został wybudowany w 1845 roku, poświęcony w 1945 roku.
Z inicjatywy proboszcza Eugeniusza Potońca w latach 2003–2008 wybudowana została przy kościele plebania. Dawniej ksiądz miał swoją siedzibę przy kościele Trójcy Przenajświętszej w Trumiejkach.

### Zasięg parafii
Do parafii należą wierni z miejscowości: Nowa Wioska, Wandowo, Klasztorek, Otoczyn, Morawy i Albertowo.

## Proboszczowie
- 1962–1992 – b/d
- 1992–2002 – ks. Stanisław Krupski
- od 2002 – ks. Eugeniusz Potoniec